# Aplocheilichthys spilauchen
Aplocheilichthys spilauchen är en fiskart som först beskrevs av Duméril, 1861.  Aplocheilichthys spilauchen ingår i släktet Aplocheilichthys och familjen Poeciliidae. IUCN kategoriserar arten globalt som livskraftig. Inga underarter finns listade i Catalogue of Life.